# Villers-le-Tilleul
Pour les articles homonymes, voir Tilleul (homonymie) et Villers.
Villers-le-Tilleul (nommé Villers-le-Tigneux sous l'Ancien Régime) est une commune française, située dans le département des Ardennes en région Grand Est.

## Géographie
|           | Élan                  |           |
| Singly    | de Villers-le-Tilleul | Vendresse |
| La Horgne | Omont et Baâlons      |           |

### Lieux-dits, hameaux et écarts
- Les Poursaudes, centre équestre et golf.
- Les Quatre-Vents, ferme.

### Hydrographie
La commune est dans le bassin versant de la Meuse au sein du bassin Rhin-Meuse. Elle est drainée par le ruisseau de Bairon et le ruisseau des Petits Bairons,.
Le ruisseau de Bairon, d'une longueur de 25 km, prend sa source dans la commune de La Horgne et se jette  dans la Bar à Tannay, après avoir traversé neuf communes. 

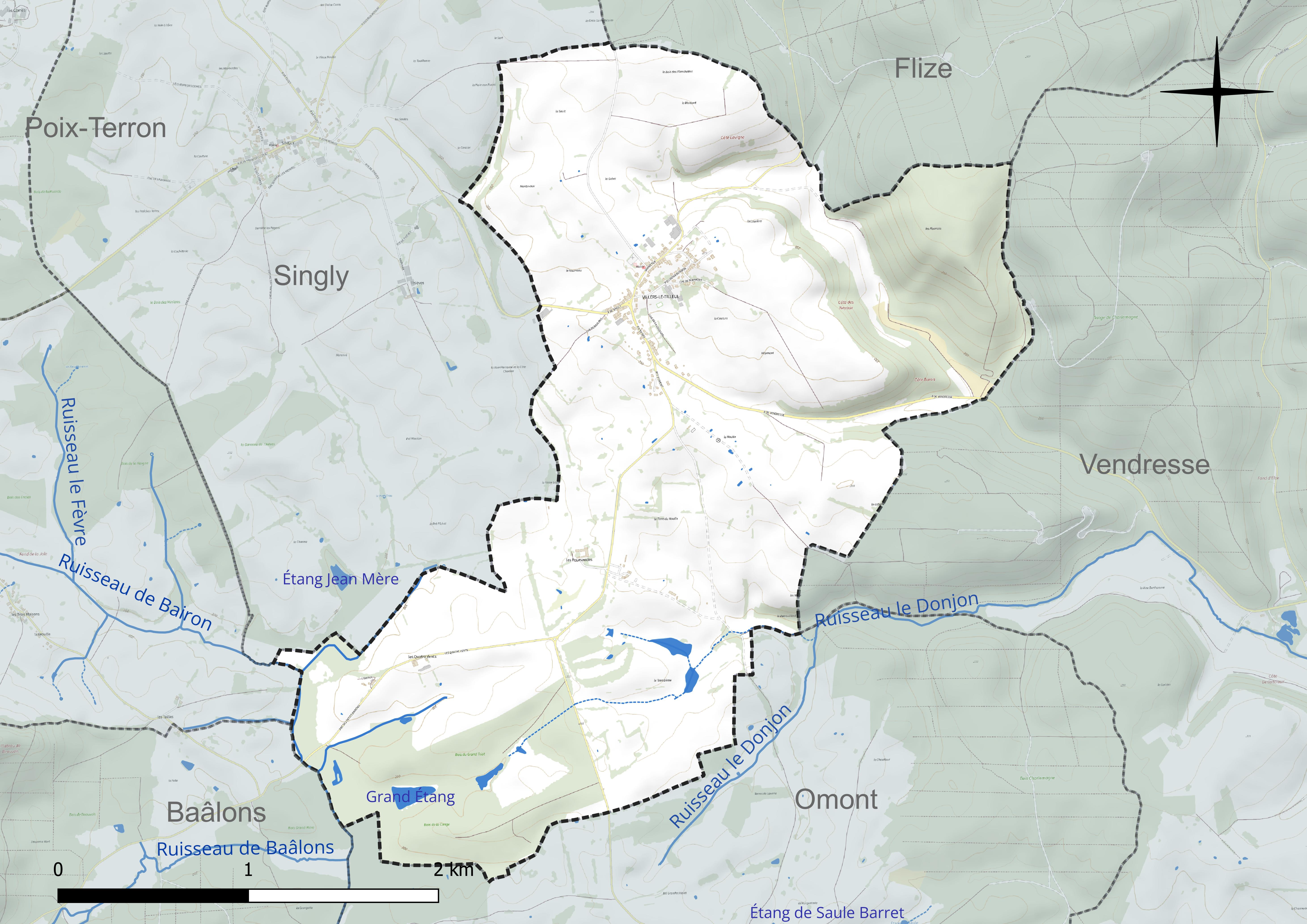
Réseau hydrographique de Villers-le-Tilleul.

Un plan d'eau complète le réseau hydrographique : le Grand étang (1,7 ha),.

### Climat
Pour des articles plus généraux, voir Climat du Grand Est et Climat des Ardennes.
En 2010, le climat de la commune est de type climat de montagne, selon une étude du Centre national de la recherche scientifique s'appuyant sur une série de données couvrant la période 1971-2000. En 2020, Météo-France publie une typologie des climats de la France métropolitaine dans laquelle la commune est exposée à un climat océanique altéré et est dans une zone de transition entre les régions climatiques « Nord-est du bassin Parisien » et « Lorraine, plateau de Langres, Morvan ». 
Pour la période 1971-2000, la température annuelle moyenne est de 9,5 °C, avec une amplitude thermique annuelle de 15,5 °C. Le cumul annuel moyen de précipitations est de 999 mm, avec 14,3 jours de précipitations en janvier et 9,9 jours en juillet. Pour la période 1991-2020, la température moyenne annuelle observée sur la station météorologique de Météo-France la plus proche, « Launois-sur-Vence_sapc », sur la commune de Launois-sur-Vence à 14 km à vol d'oiseau, est de 10,5 °C et le cumul annuel moyen de précipitations est de 889,5 mm. 
La température maximale relevée sur cette station est de 39,4 °C, atteinte le 25 juillet 2019 ; la température minimale est de −12,8 °C, atteinte le 7 février 2012,,. 
Les paramètres climatiques de la commune ont été estimés pour le milieu du siècle (2041-2070) selon différents scénarios d'émission de gaz à effet de serre à partir des nouvelles projections climatiques de référence DRIAS-2020. Ils sont consultables sur un site dédié publié par Météo-France en novembre 2022.

## Urbanisme

### Typologie
Au 1er janvier 2024, Villers-le-Tilleul est catégorisée commune rurale à habitat dispersé, selon la nouvelle grille communale de densité à 7 niveaux définie par l'Insee en 2022.
Elle est située hors unité urbaine. Par ailleurs la commune fait partie de l'aire d'attraction de Charleville-Mézières, dont elle est une commune de la couronne,. Cette aire, qui regroupe 132 communes, est catégorisée dans les aires de 50 000 à moins de 200 000 habitants,.

### Occupation des sols
L'occupation des sols de la commune, telle qu'elle ressort de la base de données européenne d’occupation biophysique des sols Corine Land Cover (CLC), est marquée par l'importance des territoires agricoles (66,6 % en 2018), en diminution par rapport à 1990 (74,7 %). La répartition détaillée en 2018 est la suivante : 
prairies (36,9 %), terres arables (26 %), forêts (22,4 %), espaces verts artificialisés, non agricoles (7,1 %), zones urbanisées (3,9 %), zones agricoles hétérogènes (3,7 %). L'évolution de l’occupation des sols de la commune et de ses infrastructures peut être observée sur les différentes représentations cartographiques du territoire : la carte de Cassini (XVIIIe siècle), la carte d'état-major (1820-1866) et les cartes ou photos aériennes de l'IGN pour la période actuelle (1950 à aujourd'hui).

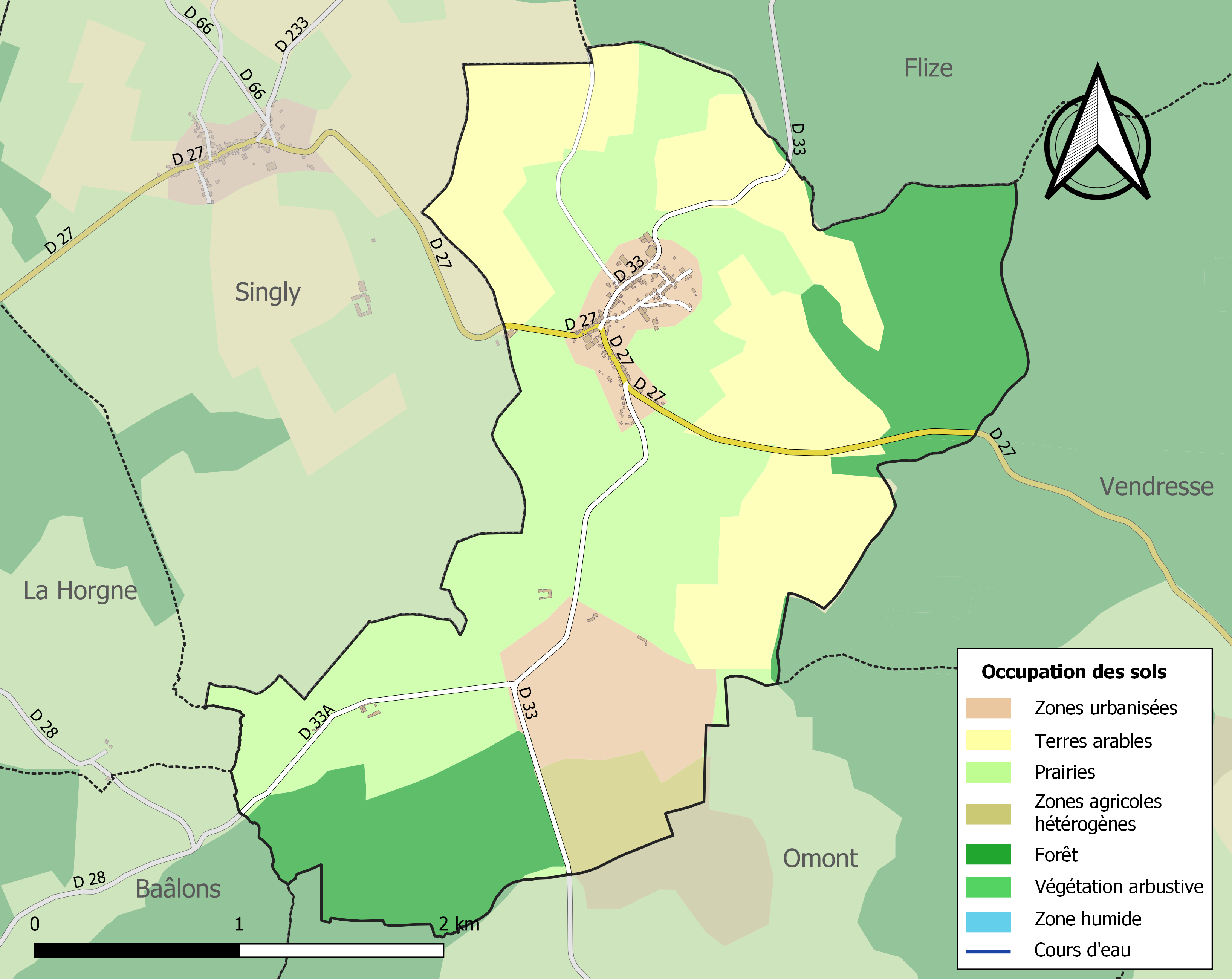
Carte des infrastructures et de l'occupation des sols de la commune en 2018 (CLC).

## Toponymie
Le nom de la localité est attesté sous la forme Villers le Teigneux au XVIIIe siècle.
Villers est un appellatif toponymique français et un patronyme qui procède généralement du gallo-roman villare, dérivé lui-même du gallo-roman villa « grand domaine rural », issu du latin villa rustica. Il est apparenté aux types toponymiques Villars, Viller, Villiers, Weiler et Willer.
Villers-le-Tilleul s'appelait jadis Villers-le-Tigneux (ou le Teigneux), épithète si peu flatteur pour ses habitants qu'ils ont fait adopter « le Tilleul », d'assonance voisine. La même transformation est signalée pour la commune belge de Montigny-le-Tilleul (autrefois le Tigneux).
Tilleul, du moyen français tilleul, de l’ancien français tilluel, du latin populaire *tiliolus, diminutif de *tilius (« tilleul »).

## Histoire
Lors de la bataille de France, le 14 mai 1940, les Allemands de la Kampfgruppe Krüger (commandée par Walter Krüger, un groupement tactique de la1. Panzer-Division de Friedrich Kirchner), ont franchi au matin le canal des Ardennes à Omicourt et attaquent vers Villers-le-Tilleul. Le secteur est défendu par les Français du III/329e régiment d'infanterie à l'est du village et dans celui-ci par le I/329e RI (unités de la 53e division d'infanterie du général Etcheberrigaray (ru).
Les Français se replient en fin de journée en direction de Singly, couvert par un détachement du I/329e RI, pressés par la Kampfgruppe Krüger qui s'empare alors de Villers-le-Tilleul.

## Politique et administration
| Période                                  | Période                   | Identité                                     | Étiquette | Qualité              |
| ---------------------------------------- | ------------------------- | -------------------------------------------- | --------- | -------------------- |
| 1977                                     | 1995                      | Ghislain Clément                             |           |                      |
| mars 2001                                | En cours (au 27 mai 2020) | Jean Barrois, Réélu pour le mandat 2020-2026 |           | Agriculteur retraité |
| Les données manquantes sont à compléter. |                           |                                              |           |                      |

## Démographie
L'évolution du nombre d'habitants est connue à travers les recensements de la population effectués dans la commune depuis 1793. Pour les communes de moins de 10 000 habitants, une enquête de recensement portant sur toute la population est réalisée tous les cinq ans, les populations de référence des années intermédiaires étant quant à elles estimées par interpolation ou extrapolation. Pour la commune, le premier recensement exhaustif entrant dans le cadre du nouveau dispositif a été réalisé en 2008.

En 2022, la commune comptait 238 habitants, en évolution de +1,28 % par rapport à 2016 (Ardennes : −2,97 %, France hors Mayotte : +2,11 %).
| 1793 | 1800 | 1806 | 1821 | 1831 | 1836 | 1841 | 1846 | 1851 |
| ---- | ---- | ---- | ---- | ---- | ---- | ---- | ---- | ---- |
| 308  | 358  | 360  | 346  | 368  | 381  | 392  | 390  | 392  |

| 1866 | 1872 | 1876 | 1881 | 1886 | 1891 | 1896 | 1901 | 1906 |
| ---- | ---- | ---- | ---- | ---- | ---- | ---- | ---- | ---- |
| 333  | 311  | 286  | 296  | 285  | 260  | 257  | 246  | 240  |

| 1911 | 1921 | 1926 | 1931 | 1936 | 1946 | 1954 | 1962 | 1968 |
| ---- | ---- | ---- | ---- | ---- | ---- | ---- | ---- | ---- |
| 217  | 185  | 173  | 176  | 164  | 154  | 147  | 172  | 141  |

| 1975 | 1982 | 1990 | 1999 | 2006 | 2008 | 2013 | 2018 | 2022 |
| ---- | ---- | ---- | ---- | ---- | ---- | ---- | ---- | ---- |
| 119  | 148  | 176  | 191  | 243  | 258  | 241  | 239  | 238  |

## Culture locale et patrimoine

### Lieux et monuments
- Église Saint-Nicaise de Villers-le-Tilleul.

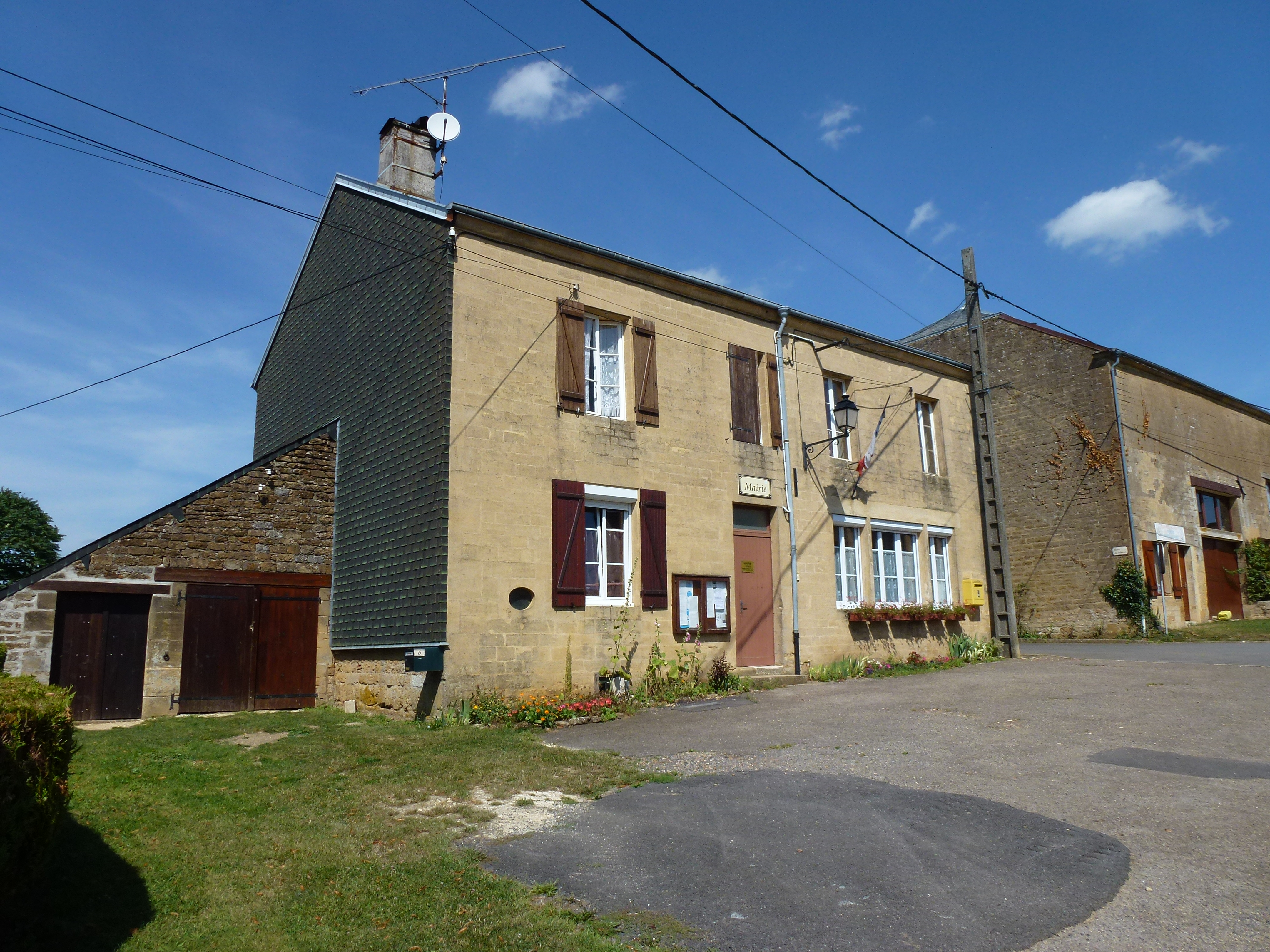
Mairie.
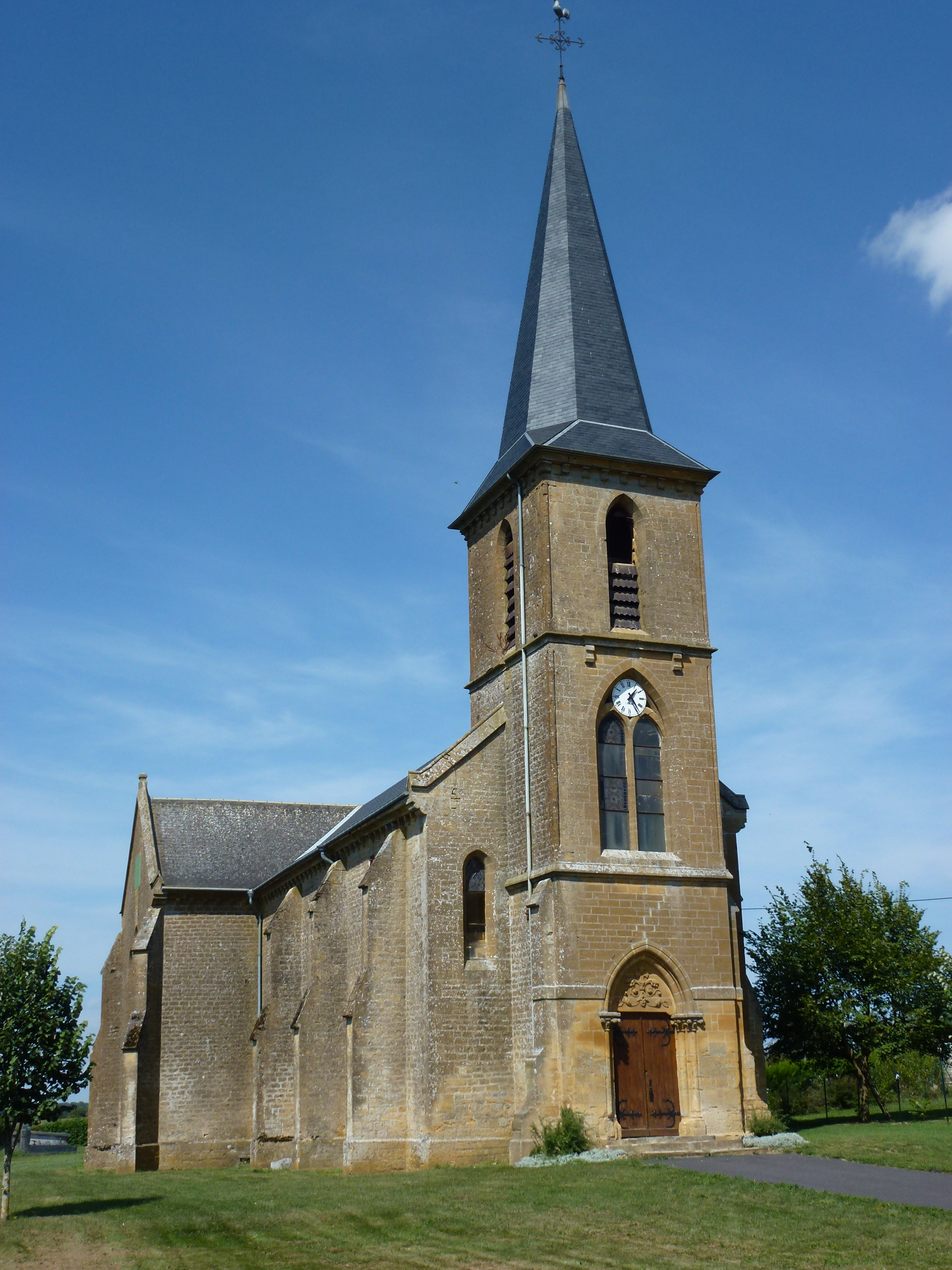
Église.

### Personnalités liées à la commune
- Ernest Labbé (1882-1942), sénateur sous la Troisième République, y est né.

### Héraldique
Pour un article plus général, voir Armorial des communes des Ardennes.
| Blason de Villers-le-Tilleul | Blason  | D'or à un tilleul arraché de sinople ; au chef de gueules chargé d'une étoile d'or accostée de deux fleurs de lys du même. |
| Blason de Villers-le-Tilleul | Détails | Armes parlantes (tilleul). Adopté en 2002.                                                                                 |